# Angelo Zadra

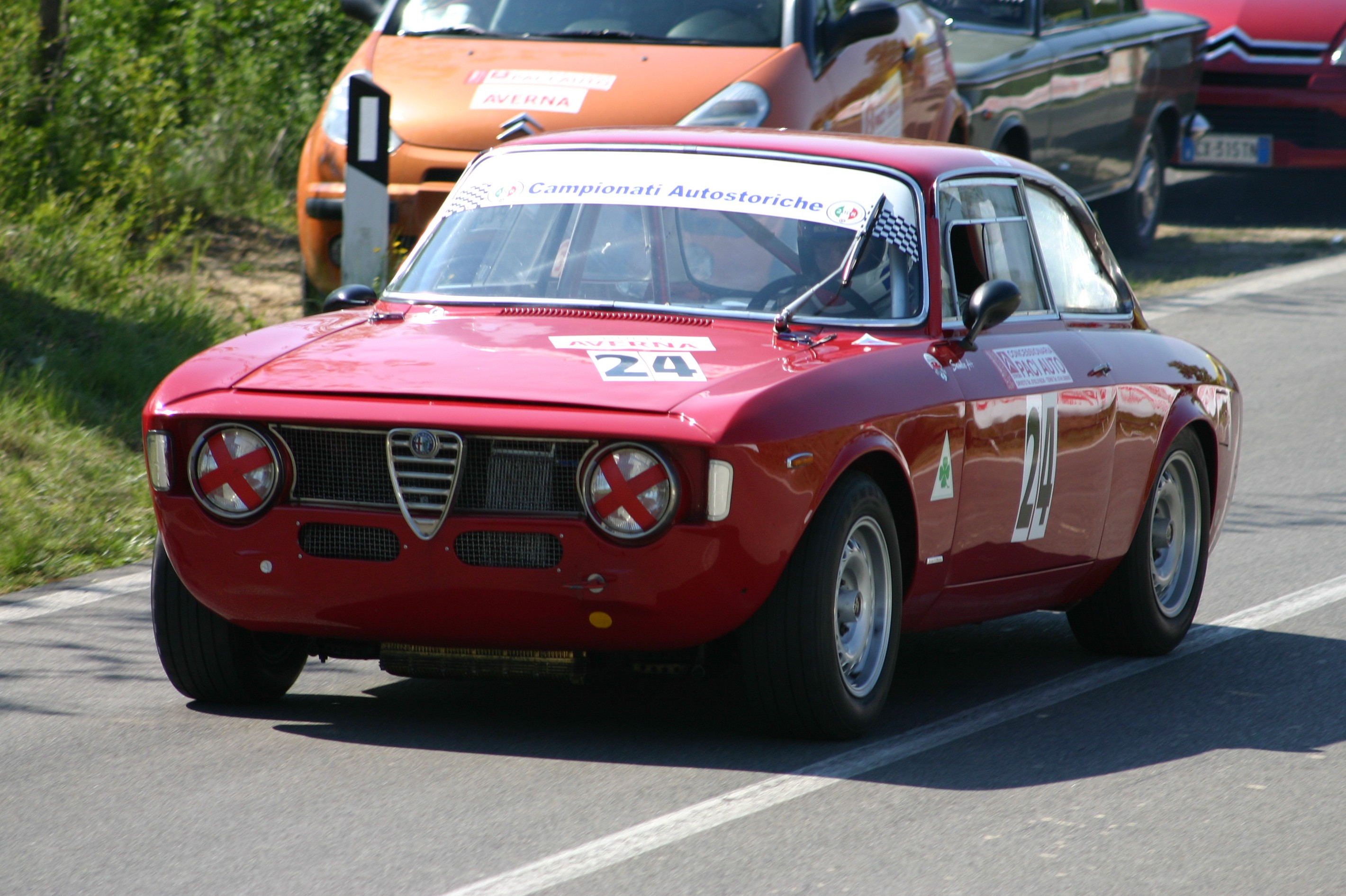
Auf einem Alfa Romeo GTA 1600 gewann Angelo Zadra die Historic European Touring Car Challenge 1990

Angelo Zadra (* 30. Oktober 1949 in Brendola) ist ein ehemaliger italienischer Autorennfahrer.

## Karriere
Angelo Zadra ging als Amateur-Rennfahrer bei historischen Tourenwagen-Rennen an den Start. 1990 gewann er auf einem Alfa Romeo GTA 1600 die Gesamtwertung der Historic European Touring Car Challenge.
Mitte der 1990er-Jahre begann Zadra mit dem professionellen Motorsport. Er ging in der Global-GT-Meisterschaft an den Start und fuhr ab 1997 einige Jahre regelmäßig in der FIA-GT-Meisterschaft. Dreimal war beim 24-Stunden-Rennen von Le Mans dabei. Alle drei Renneinsätze endeten durch vorzeitige Ausfälle.

## Statistik

### Le-Mans-Ergebnisse
| Jahr | Team                     | Fahrzeug          | Teamkollege     | Teamkollege              | Platzierung | Ausfallgrund    |
| ---- | ------------------------ | ----------------- | --------------- | ------------------------ | ----------- | --------------- |
| 1997 | Stadler Motorsport       | Porsche 911 GT2   | Enzo Calderari  | Lilian Bryner            | Ausfall     | Ölleck          |
| 1998 | Konrad Motorsport        | Porsche 911 GT2   | Toni Seiler     | Peter Kitchak            | Ausfall     | Zylinderschaden |
| 2000 | Jean-Luc Maury-Laribière | Porsche 911 GT3-R | Bernard Chauvin | Jean-Luc Maury-Laribière | Ausfall     | Unfall          |

### Sebring-Ergebnisse
| Jahr | Team                 | Fahrzeug          | Teamkollege        | Platzierung | Ausfallgrund |
| ---- | -------------------- | ----------------- | ------------------ | ----------- | ------------ |
| 2000 | Team LR Organisation | Porsche 911 GT3-R | Christophe Bouchut | Rang 15     |              |